# Lindsay Taylor (Fußballspielerin)
Lindsay Marie Taylor (* 25. Oktober 1989 in den USA) ist eine ehemalige US-amerikanische Fußballspielerin, die zuletzt in der Saison 2013 bei Washington Spirit in der National Women’s Soccer League unter Vertrag stand.

## Karriere
Anfang 2012 wurde Taylor von dem WPS-Franchise der Western New York Flash gedraftet. Da die komplette Liga jedoch noch vor Saisonstart aufgelöst worden war, wechselte Taylor stattdessen zu California Storm in die WPSL Elite und stand zudem im Kader des W-League-Teilnehmers Pali Blues. Im zweiten Halbjahr 2012 lief sie in fünf Partien für den norwegischen Toppserien-Teilnehmer Arna-Bjørnar auf.
Anfang 2013 schloss Taylor sich dem NWSL-Teilnehmer Seattle Reign FC an, für den sie am 11. Mai gegen den Sky Blue FC debütierte. Ihren ersten Treffer in der NWSL erzielte sie fünf Tage später gegen Washington Spirit. Am 1. Juli 2013 gab das Franchise der Spirit bekannt, Taylor verpflichtet zu haben. Nach Ende der regulären Saison wurde sie am 6. September 2013 von Washington freigestellt.

### Nationalmannschaft
Taylor spielte für die US-amerikanischen Jugendnationalmannschaften in den Altersklassen U-17 und U-23.